# Julianna Guill
 (septembre 2023).
Si vous disposez d'ouvrages ou d'articles de référence ou si vous connaissez des sites web de qualité traitant du thème abordé ici, merci de compléter l'article en donnant les références utiles à sa vérifiabilité et en les liant à la section « Notes et références ».
Julianna Guill est une actrice américaine, née le 7 juillet 1987 à Winston-Salem.

## Biographie
Julianna Guill est née à Winston-Salem en Caroline du Nord, États-Unis, le 7 juillet 1987. Ses parents sont Ann et Earl Guill. Elle a un frère Earl et une sœur Lucy.
Elle a suivi ses études secondaires à la Richard J. Reynolds High School (en) dont elle sort diplômée en 2005, et est acceptée à la New-York University avant de déménager en Californie.

### Vie privée
Elle est mariée à Ben McMillan depuis le 26 septembre 2015. Ils ont deux enfants, Mabel McMillan, née le 8 octobre 2017 et Hartsfield Oscar McMillan, né le 8 janvier 2021.

## Carrière
Elle commence par des apparitions dans des séries télévisées telles que Les Experts : Miami ou encore Les Frères Scott.
En 2008, elle tourne sous la direction de Marcus Nispel dans Vendredi 13. Le film d'horreur fut un vrai succès au box office américain et mondial en rapportant plus de 91 millions de $.
Elle enchaîne ensuite avec la comédie et avec le téléfilm d'épouvante Mon effroyable anniversaire où elle joue le personnage principal.
En 2010, elle tourne dans la série 90210 Beverly Hills : Nouvelle Génération le temps de deux épisodes puis dans le drame Five Star Day avec Cam Gigandet et Jena Malone. Toujours la même année, elle tourne aux côtés de Jessica Lowndes dans le thriller horrifique Altitude et avec Ashley Greene, Sebastian Stan et Tom Felton pour le film d'horreur The Apparition.
En 2011, elle est à l'affiche de Crazy, Stupid, Love une comédie avec Steve Carell et Julianne Moore. La même année, elle est présente dans les séries Psych : Enquêteur malgré lui et Community.
En 2013, elle joue dans plusieurs séries : Cougar Town , Esprits criminels et Bad Samaritans. L'année suivante, elle décroche un rôle récurrent dans Girlfriends’ Guide To Divorce, jusqu'à la fin de la série en 2018.
En 2018, elle retrouve Emily VanCamp dans la série médicale The Resident, où elle incarne la sœur de cette dernière jusqu'à l'année suivante.
En 2021, elle obtient un des rôles principaux dans la série Joe Pickett.

## Filmographie

### Cinéma
- 2009 : Sea, Sex and Fun (Fired Up) de Will Gluck : Agy
- 2009 : Vendredi 13 (Friday the 13th) de Marcus Nispel : Bree
- 2009 : 2 Dudes and a Dream de Nathan Bexton : Katy
- 2010 : Altitude de Kaare Andrews : Mel
- 2010 : Five Star Day de Danny Buday : Vanessa
- 2010 : Costa Rican Summer de Jason Matthews : Eva
- 2011 : Crazy, Stupid, Love Glenn Ficarra et John Requa : Madison
- 2012 : Mine Games de Richard Gray : Claire
- 2012 : The Apparition de Todd Lincoln : Lydia
- 2012 : A Green Story de Nika Agiashvili : Rebecca
- 2015 : Christmas Eve de Mitch Davis : Ann
- 2015 : Bad Night de Chris Riedell et Nick Riedell : Viceroy
- 2016 : Captain America : Civil War d'Anthony et Joe Russo : L'assistante de Tony Stark[1]
- 2016 : Killing Poe de Nathan Andrew Jacobs : Brittany Wilcox
- 2018 : Lawless Range de Sean McGinly : Margaret Donnelly

#### Courts métrages
- 2004 : Be Good Daniel de Chad Hartigan : Jane
- 2009 : Closing Time de Brett Gursky : C.C
- 2011 : Dial M for Murder de Dave Green : Janelle
- 2011 : Blast Off de Brian Lazzaro : Eva

### Télévision

#### Séries télévisées
- 2004 - 2005 : Les Frères Scott (One Tree Hill) : Ashley
- 2007 : Les Experts (CSI : Crime Scene Investigation) : Monica
- 2007 : Les Experts : Miami (CSI : Miami) : Kelly
- 2008 - 2009 : My Alibi : Scarlet Haukson
- 2009 : How I Met Your Mother : Maiden
- 2010 : Cold Case : Affaires classées (Cold Case) : Bunny Hargreave 1974
- 2010 : 90210 Beverly Hills : Nouvelle Génération (90210) : Savannah Montgomery
- 2010 : Parents par accident (Accidentally on Purpose) : Melissa
- 2010 : The Subpranos : Sunshine
- 2010 - 2011 : Glory Daze : Christie Dewitt
- 2011 : Psych : Enquêteur malgré lui (Psych) : Vivian
- 2011 : Community : Une pom-pom girl
- 2012 : La Loi selon Harry (Harry's Law) : Jody Sullivan
- 2012 - 2013 : Underemployed : Bekah
- 2013 : Cougar Town : Haylee
- 2013 : Esprits criminels (Criminal Minds) : Ashley Fouladi
- 2013 : Bad Samaritans : Drew
- 2014 : Selfie : Corynn McWatters
- 2014 - 2018 : Girlfriends’ Guide To Divorce : Becca Riley
- 2016 : Rush Hour : Alice Rosenberger
- 2016 : Relationship Status : Talia
- 2017 : Rosewood : Astrid
- 2017 : The Mindy Project : Dina
- 2018 - 2019 : The Resident : Jessie Nevin
- 2019 : Into the Dark : Kara Wheeler
- 2021 - 2023 : Joe Pickett : Marybeth Pickett

#### Téléfilms
- 2010 : Mon effroyable anniversaire (My Super Psycho Sweet 16) de Jacob Gentry : Madison Penrose
- 2010 : Mon effroyable anniversaire 2 (My Super Psycho Sweet 16 : Part 2) de Jacob Gentry : Madison Penrose
- 2010 : Costa Rican Summer : Eva
- 2016 : Quest for Truth de James Roday Rodriguez : Sandy Stills-Patagonia
- 2016 : Sunset Ppl d'Adriano Valentini : Talia
- 2017 : Psych : The Movie de Steve Franks (en) : Dr. Butterfly McMillan
- 2017 : Un été à New York (Summer in the City) de Vic Sarin : Taylor Morgan
- 2019 : Dernière escale avant Noël (Grounded for Christmas) de Amyn Kaderali : Nina
- 2020 : Noël dans les vignes (Christmas on the Vine) de Paul A. Kaufman : Brooke